# Silverstoneia erasmios
Espèce
Synonymes
- Colostethus erasmios Rivero & Serna, 2000 "1995"

Statut de conservation UICN

 EN  : En danger
Silverstoneia erasmios est une espèce d'amphibiens de la famille des Dendrobatidae.

## Répartition
Cette espèce est endémique du département d'Antioquia en Colombie. Elle se rencontre dans les municipalités de Frontino et d'Urrao de 1 500 à 2 000 m d'altitude sur la cordillère Occidentale.

## Description
Les femelles mesurent de 21,1 à 21,6 mm.

## Publication originale
- Rivero & Serna, 2000 "1995" : New species of Colostethus (Amphibia, Dendrobatidae) of the Department of Antioquia, Colombia, with the description of the tadpole of Colostethus fraterdanieli. Revista de Ecologia Latino-Americana, vol. 2, no 1/3, p. 45-58.